# تشارلز فابيان
تشارلز فابيان (بالبرتغالية: Charles Fabian‏) (12 أبريل 1968 في البرازيل - ) هو مدرب كرة قدم ولاعب كرة قدم برازيلي في مركز الهجوم. شارك مع منتخب البرازيل لكرة القدم. أما مع النوادي، فقد لعب مع بوكا جونيورز وديسبورتيفا كابيزابا وغريميو بورتو أليغرينزي ونادي باهيا ونادي فلامنغو ونادي كروزيرو ونادي مالقا وCamaçari Futebol Clube ‏ وسوسيداد إسبورتيفا ماتونينسي ‏.

## وصلات خارجية
- تشارلز فابيان على موقع قاعدة بيانات كرة القدم.إي يو (الإنجليزية)
- تشارلز فابيان على موقع ناشيونال فوتبول تيمز (الإنجليزية)